# عكد الدباشل (فرع العدين)

تعديل مصدري - تعديل

عكد الدباشل محلة تابعة لقرية الحنب، التابعة لعزلة المسيل بمديرية فرع العدين إحدى مديريات محافظة إب في الجمهورية اليمنية، بلغ تعداد سكانها 82 حسب تعداد اليمن لعام 2004.